# Michael Wolgemut
Pour les articles homonymes, voir Wohlgemuth.
Michael Wolgemut, parfois orthographié Michael Wohlgemut ou Michael Wohlgemuth (né en 1434 à Nuremberg, mort le 30 novembre 1519 dans la même ville) est un peintre, dessinateur et graveur sur bois de la Renaissance allemande qui dirigeait un atelier à Nuremberg. Il est le représentant le plus important de l'école franconienne ancienne.
Il est l'un des deux illustrateurs de La Chronique de Nuremberg et est surtout connu pour avoir enseigné au jeune Albrecht Dürer de 1486 à 1490.

## Biographie

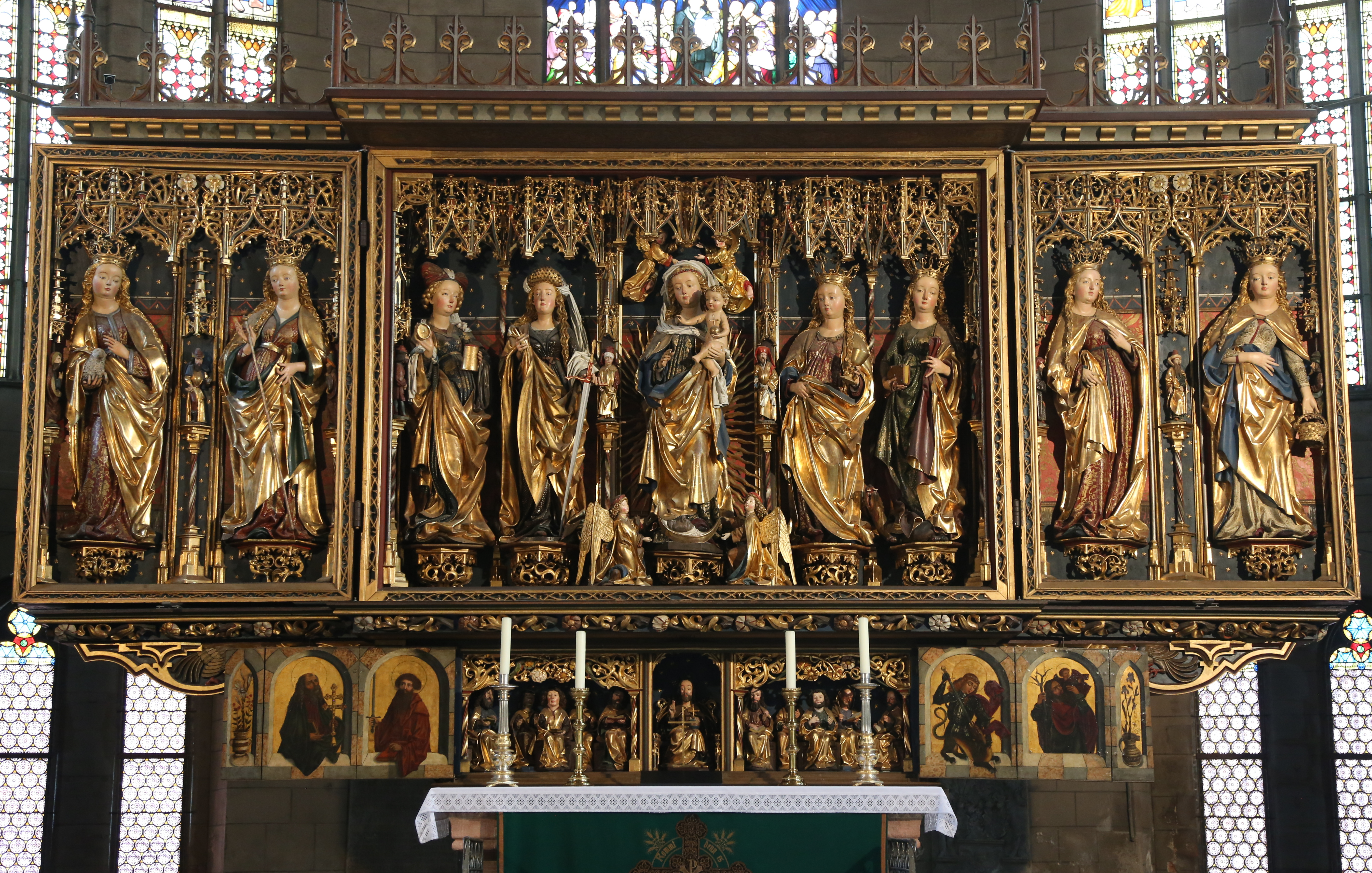
Retable de Zwickau.

Michael Wolgemut nait à Nuremberg en 1434 et commence à travailler dans l'atelier de son père Valentin, qui travaille comme peintre indépendant à Nuremberg et qui décède en 1469 ou 1470. Il semble s'être formé en Flandre, ou du moins d'après les peintures flamandes, et aurait été l'assistant de Hans Pleydenwurff, autre peintre de Nuremberg. Il est l'élève du peintre munichois respecté Gabriel Angler et, vers 1471, travaille comme compagnon dans l'atelier de Gabriel Maleßkircher,, quittant la ville après avoir poursuivi en vain la fille de Malesskircher pour rupture de contrat, affirmant qu'elle avait rompu leurs fiançailles. Il retourne dans l'atelier de son défunt père à Nuremberg, que sa mère entretient depuis la mort de Valentin.
Il fonde  un atelier influent et animé à Nuremberg, où il est mentionné pour la première fois dans des documents en 1473. Albrecht Dürer rejoint cet atelier en tant qu'apprenti à la fin de 1486. On peut supposer que Wolgemut, qui a épousé en 1472, la veuve de Hans Pleydenwurff, vraisemblablement son ancien employeur, a repris son atelier,. Son beau-fils Wilhelm Pleydenwurff travaille comme assistant et à partir de 1491, en partenariat avec Wolgemut. Certains considèrent Wilhelm comme meilleur artiste que Wolgemut, mais il meurt en janvier 1494, alors qu'il est probablement encore dans la trentaine. L'œuvre de Wilhelm reste incertaine, bien que des œuvres dans divers médias lui aient été attribuées[réf. nécessaire].
Le vitrage du chœur de l'église Saint-Laurent de Nuremberg en 1476-1477 est une commande qui a peut-être été confiée à Pleydenwurff et qui est réalisée par Wolgemut à l'aide de ses dessins. Michael Wolgemut obtient des commandes importantes : 1 400 florins pour le retable sculpté de Zwickau, entre 600 et 1 000 florins pour le retable du maître de Schwabach, 1 000 florins d'avance pour l'illustration de la célèbre Chronique de Nuremberg, qui est une œuvre commune de Wolgemut et de son beau-fils Wilhelm Pleydenwurff. Il achète la maison Unter der Veste an der Schildöhrle dans laquelle Pleydenwurff avait également installé son atelier et y conserve son atelier jusqu'à sa mort.
Il travaille également sur la conception du palais de l'électeur Frédéric III de Saxe à Wittemberg. Son travail à Wittenberg a été perdu à la suite des guerres, tout comme son portrait de son client.
Après la mort de sa première femme vers 1495, il épouse une Christine († 1550).
Il est ami avec son élève Dürer, qui l'a dépeint en 1516, mais plus tard, il doit également faire face à sa concurrence en raison de l'acquisition par Dürer de commandes importantes. Il laisse aux jeunes artistes de son atelier une grande liberté artistique, mais il reçoit de moins en moins de commandes. Exactement 33 ans jour pour jour après avoir emmené le jeune Albrecht Dürer dans son atelier, il meurt en 1519 à Nuremberg.

## Atelier
L'importance de Michael Wolgemut en tant qu'artiste ne repose pas seulement sur ses propres œuvres individuelles, mais aussi sur le fait qu'il est à la tête d'un grand atelier, dans lequel de nombreuses branches différentes des beaux-arts étaient exercées par un grand nombre d'élèves et d'assistants, dont Albrecht Dürer, qui a effectué un apprentissage avec lui entre 1486 et 1489. De grands retables et d'autres peintures sacrées y sont exécutés, élaborés en bois peint et sculpté, composés de sujets encombrés en haut-relief, richement décorés d'or et de couleurs.
Il est un chef de file parmi les artistes faisant revivre les standards de la gravure sur bois allemande à cette époque. La production de gravures sur bois représente une grande partie du travail de l'atelier, les blocs étant découpés à partir des dessins de Wolgemut. Ils sont principalement conçus pour fournir aux nombreux éditeurs de Nuremberg des illustrations de livres, les plus attrayantes étant également vendues séparément. Les gravures sur bois de Michael Wolgemut suivent les progrès de la gravure, représentant le volume et l'ombrage dans une bien plus grande mesure qu'auparavant[réf. nécessaire]. Beaucoup sont remarquables par leur vigueur et leur adaptation intelligente aux nécessités particulières de la technique de la gravure sur bois. Néanmoins, elles sont très souvent coloriées à la main avant ou après la vente. Son élève Dürer devait s'appuyer sur et dépasser tellement sa réussite qu'elle est souvent négligée.

## Gravures sur bois

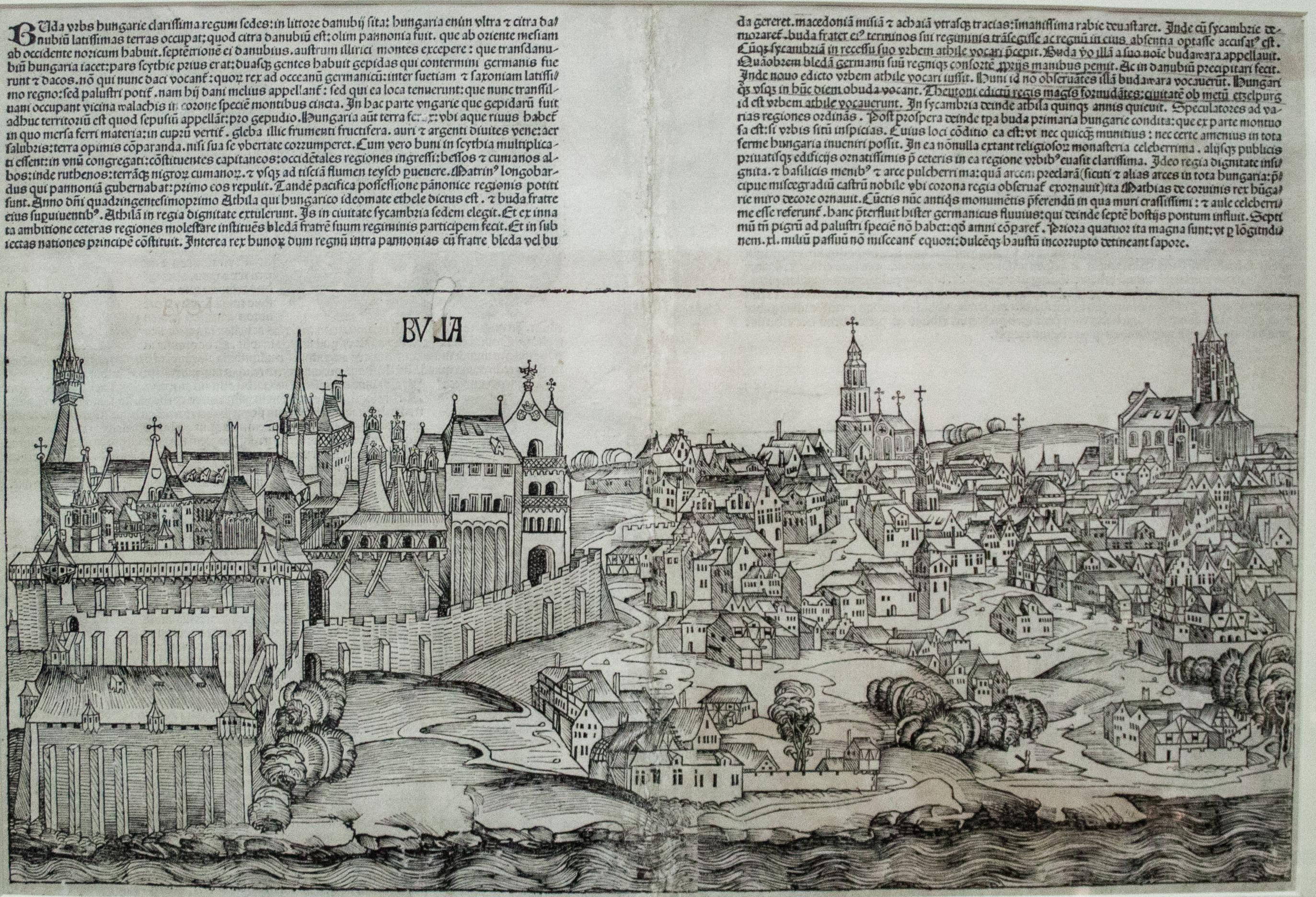
Vue de Buda.

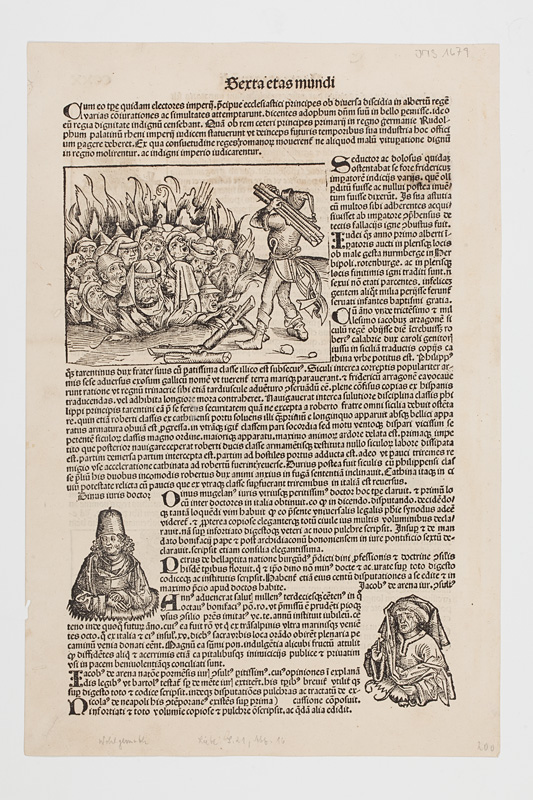
Page de la Chronique de Nuremberg, dans la collection du Musée juif de Suisse. Gravure sur bois "Der Judenbrand" de Michael Wolgemut et Wilhelm Pleydenwulff.

Son atelier exécute les bois d'illustration des projets éditoriaux les plus importants de l'époque, Der Schatzbehalter oder Schrein der wahren Reichtümer des Heils und der ewigen Seeligkeit genannt (Le trésor ou écrin des véritables richesses du salut et de l’éternelle félicité) en 1491, du franciscain Stephan Fridolin, imprimé par Anton Koberger, le plus grand éditeur d'Allemagne, qui est également le parrain de Dürer, et Die Schedelsche Weltchronik (La Chronique de Nuremberg) de Hartmann Schedel, imprimée en 1493 par le même Koberger. Avec plus de 1800 bois, parmi lesquels plus d'une centaine de vues de villes, près de 600 portraits et de nombreuses scènes bibliques et historiques, La Chronique de Nuremberg est le livre imprimé le plus ambitieux de son temps, apprécié, non pour le texte, mais pour sa remarquable collection de 1 809 illustrations.
Der Schatzbehalter est un livre de dévotion de 96 xylographies qu'il grave aux côtés de Wilhelm Pleydenwurff. Bien que les deux artistes ne soient pas mentionnés dans l'ouvrage et n'aient pas non plus apposé leur monogramme, les rapprochements stylistiques ne laissent aucun doute sur leur participation, à la différence de Dürer qui est plus incertaine.
Michael Wolgemut et Wilhelm Pleydenwurff ont d'abord été chargés de fournir les illustrations en 1487 et 1488, et un autre contrat du 29 décembre 1491 a commandé des mises en page manuscrites du texte et des illustrations. Un autre contact de 1492 stipule que Koberger doit avoir une pièce fermée à clé pour que les blocs soient conservés en toute sécurité. Un dessin de Wolgemut pour le frontispice, daté de 1490, se trouve au British Museum. Comme pour les autres livres de l'époque, de nombreuses gravures sur bois, montrant des villes, des batailles ou des rois, ont été utilisées plus d'une fois dans le livre, les étiquettes de texte étant simplement modifiées. Le livre est grand, avec une gravure sur bois à double page mesurant environ 342 × 500 mm.
À partir de 1491, associé pour l'occasion à son beau-fils Wilhelm Pleydenwurff, il se dédie à ce vaste programme iconographique, dirigeant toutes les étapes, depuis la conception des dessins préparatoires jusqu'à la gravure des bois.
À partir de 1493, il travaille à l'illustration de l'Archetypus Triumphantis Romae, un ambitieux projet à l'initiative de Sebald Schreyer, un marchand humaniste qui a déjà financé avec son beau-frère Sebastian Kammermeistern La Chronique de Nuremberg . Ce dernier charge Peter Danhauser, homme de lettres et ami de Conrad Celtes, de la rédaction du texte, et l'atelier de Wolgemut de la conception des illustrations gravées sur bois. La publication prévue pour 1497-1498 ne voit jamais le jour. Sur les 316 bois gravés, 36 xylographies sont conservées.

## Peintures

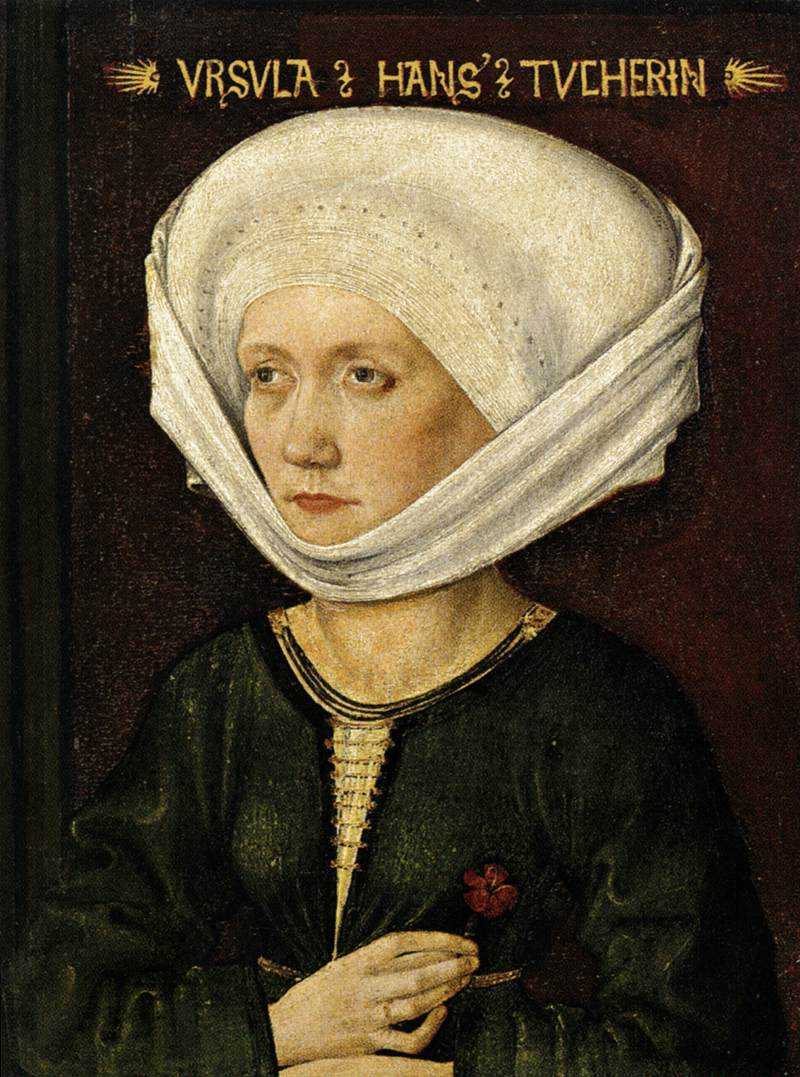
Portrait d'Ursula Tucher.

Un grand nombre de retables sculptés aux volets peints sont sortis de l'atelier de Wolgemut, dont la plupart ont été fabriqués à la main avec l'aide de compagnons. La première œuvre connue de Michael Wolgemut est un retable composé de quatre panneaux, daté de 1465, avec des représentations de l'histoire du Christ, aujourd'hui conservé à la Alte Pinakothek de Munich, une œuvre décorative d'une grande beauté. En 1479, il peint le retable du maître-autel de l'église Sainte-Marie de Zwickau, qui existe toujours, recevant pour cela la somme de 1400 florins. L'une de ses œuvres les plus belles et les plus importantes est le grand retable peint pour l'église des frères augustins à Nuremberg, maintenant transféré au musée ; il se compose d'un grand nombre de panneaux, avec des figures de saints vénérés localement.
En 1501, Michael Wolgemut décore l'hôtel de ville de Goslar avec une grande série de peintures ; certaines au plafond sont sur panneau, et d'autres sur les murs sont peintes en fine détrempe sur toile. En tant que portraitiste, il jouit d'une grande réputation ; certains de ses portraits sont admirables pour leur vigueur réaliste et leur finition minutieuse.
En dehors d'Allemagne, les peintures de Wolgemut sont rares : la Royal Institution de Liverpool en possède deux exemples : Pilate se lavant les mains et La Déposition de la Croix, parties probables d'un grand retable. Au cours des dix dernières années de sa vie, Michael Wolgemut semble avoir peu produit de sa propre main. L'un de ses derniers tableaux est le retable de Schwabach, exécuté en 1508, dont le contrat existe toujours.
Les peintures de Wolgemut montrent l'influence flamande ; il a peut-être voyagé en Flandre (Belgique moderne et régions environnantes). Dans ses meilleurs tableaux, exécutés de sa propre main, il apparaît cependant comme un artiste inférieur aux peintres flamands tant par la délicatesse d'exécution que par le sentiment ; les formes sont anguleuses, les types plutôt monotones et parfois exagérément laids.

## Liste d'œuvres
- Portrait de Levinus Memminger, huile sur bois, 23 × 32 cm, Ancienne Collection Thyssen de Lugano.
- Tableau d'autel, (1479), Zwickau, église Sainte-Marie.
- Roma, gravure sur bois, dans les chroniques de Nuremberg, XVe siècle
- Retable de la Passion, Musée Vivenel, Compiègne
- Scène de danse macabre avec des squelettes, gravure sur bois dans La Chronique de Nuremberg (1493).

Œuvres de Michael Wolgemut
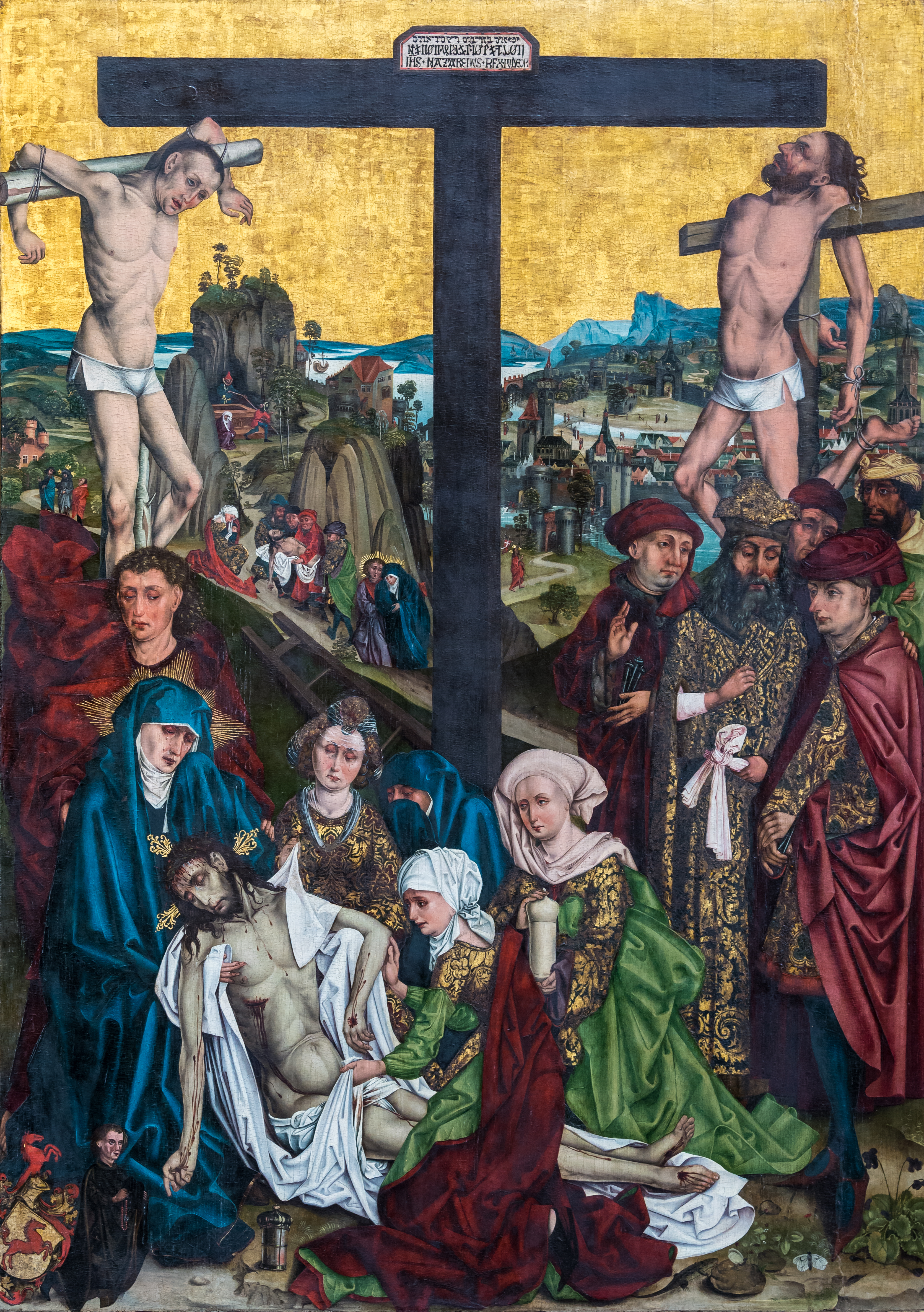
La Lamentation sur le Christ mort (1484), tempera sur panneau de Michael Wolgemut à l'église Saint-Laurent de Nuremberg.
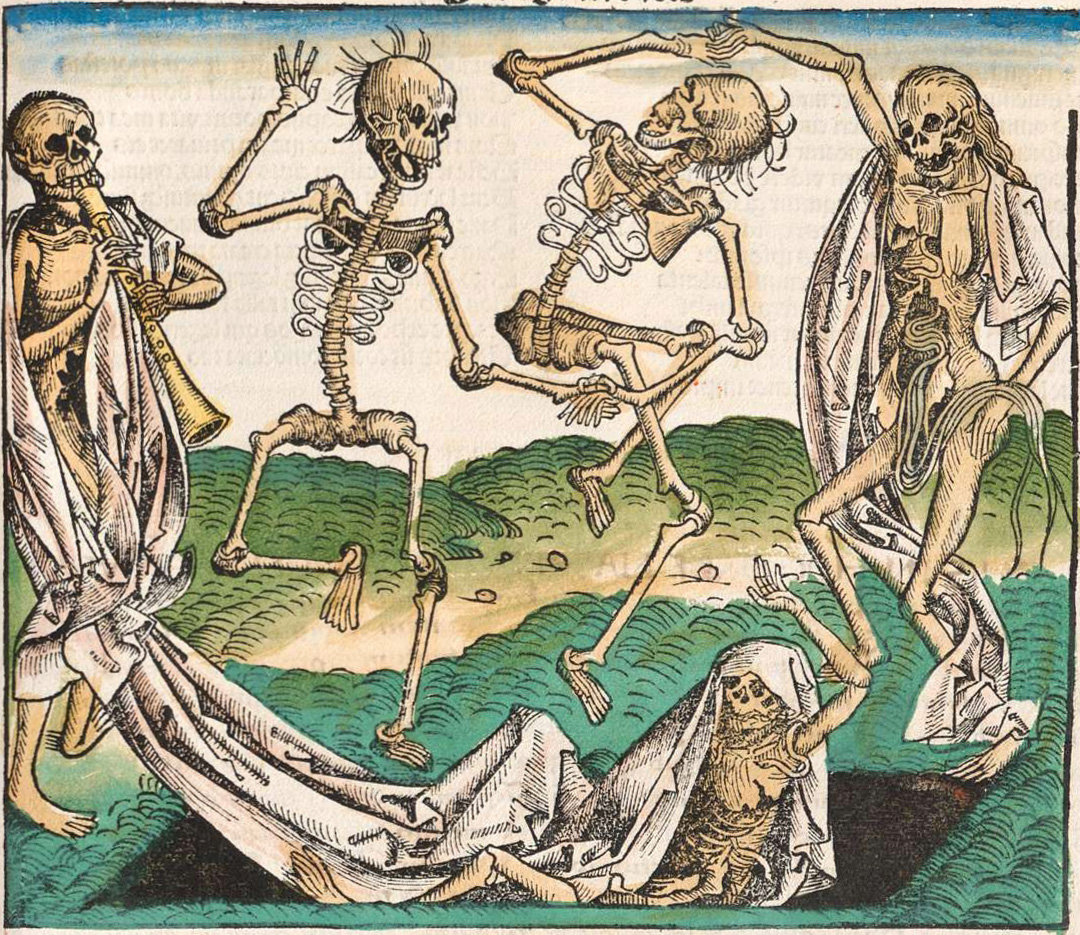
Danse macabre, dans La Chronique de Nuremberg (1493).
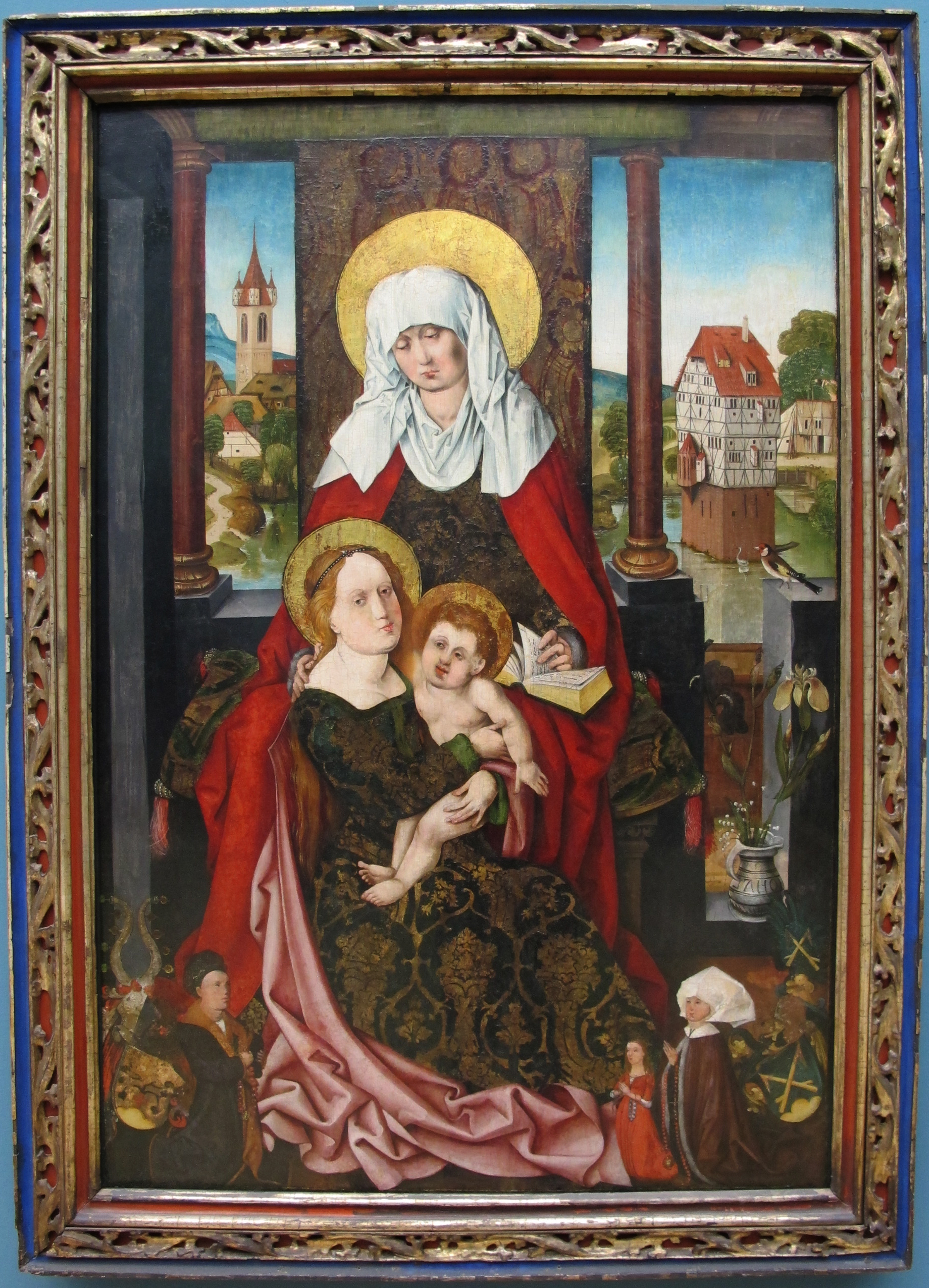
Vierge à l'Enfant avec sainte Anne (vers 1510), Germanisches Nationalmuseum.